# South Huangpi Road

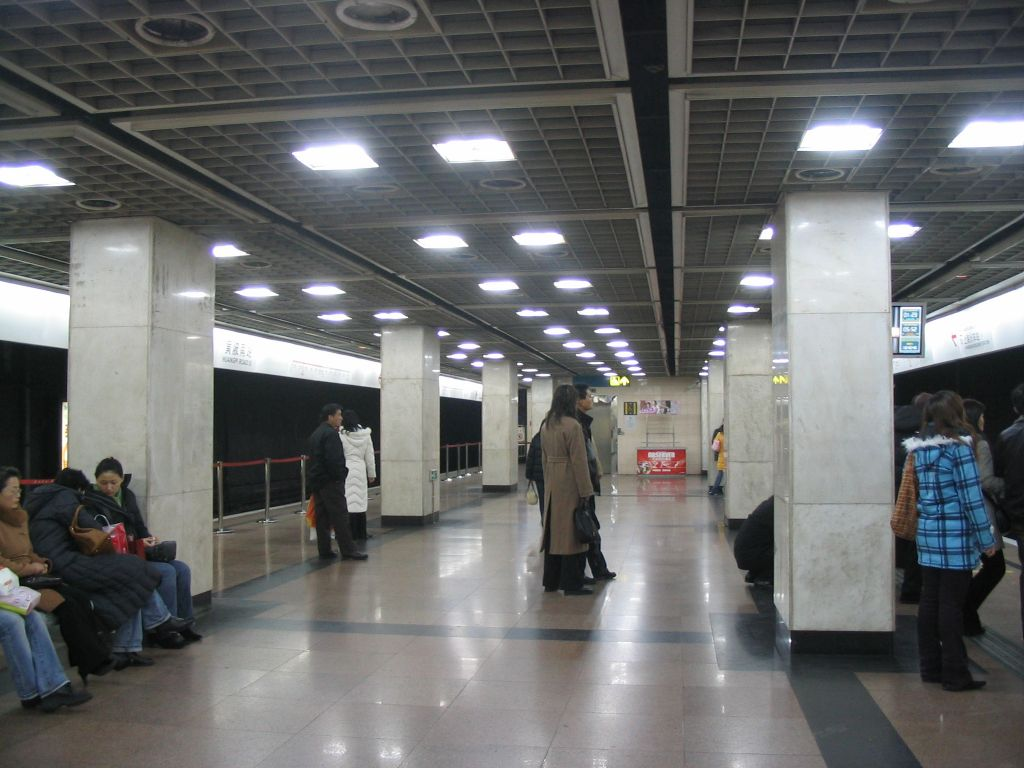

Site of the First CPC National Congress·South Huangpi Road (一大会址·黄陂南路, Yida Huizhi Huangpi Nan Lu) is een station van de metro van Shanghai. Het station is sinds de opening op 10 april 1995 onderdeel van lijn 1 en ligt binnen de binnenste ringweg van Shanghai. Het is na het gelijknamige metrostation van lijn 10 het dichtst bij Yuyuan Garden gelegen metrostation. Ook dichtbij is Xintiandi, een wijk met gerenoveerde oude gebouwen in de originele Shanghaistijl.
Op 30 december 2021, bij de opening van lijn 14 werd het station een overstaphalte tussen de lijnen 1 en 14.
Fujin Road · West Youyi Road · Bao'an Highway · Gongfu Xincun · Hulan Road · Tonghe Xincun · Gongkang Road · Pengpu Xincun · Wenshui Road · Shanghai Circus World · Yanchang Road · North Zhongshan Road · Station Shanghai · Hanzhong Road · Xinzha Road · People's Square · South Huangpi Road · South Shaanxi Road · Changshu Road · Hengshan Road · Xujiahui · Shanghai Indoor Stadium · Caobao Road · Station Shanghai-Zuid · Jinjiang Park · Lianhua Road · Waihuan Road · Xinzhuang

Lijnen van de metro van Shanghai: 1 · 2 · 3 · 4 · 5 · 6 · 7 · 8 · 9 · 10 · 11 · 12 · 13 · 14 · 15 · 16 · 17 · 18 · Pujiang Line